# Соко град (Усора)
Соко град или Сокол је тврђава која се налази 5km североисточно од Грачанице, поред магистралног пута који је повезује са Градачцем и од маја 2003. године је национални споменик Босне и Херцеговине. Сама утврда је подигнута на кречњачкој стени висине око 40m, којој је могуће прићи само са североисточне стране на којој је повезана са суседним брдом, док је са других страна штите оштре литице. Не зна се када је подигнута, а има спорења и око њеног првог помињања које се налази у уговору о женидби кнеза Радивоја Котроманића (de facto краљ Босне 1433—1435) који је управљао тврђавом, са Катарином од Велике, који једни датирају у 1429. годину, а други у 1449. годину. Данас је већим делом у рушевина, али се може назрети њен првобитни облик издужене елипсе дужине око 30m са истуреном улазном кулом и укупном површином од 650m².
Сокол се налазио у средњовековној жупи Усори и чинила је јужни низ одбрамбрених утврђена према краљевини Мађарској заједно са Добојем, Сребреником и Теочаком. Након пада краљевине Босне, ушла је у састав Сребреничке бановине, а у османлијске руке је пала почетком 16. века. Као војно утврђење коришћен је до 1840. године када је трајно напуштен, а већ тада је било забележно да су му биле неопходне мање поправке. Током завршних борби за ослобођење овог дела Босне током фебруара 1945. године, у остацима једне од кула се сакрила група усташа и домобрана која је покушала да пружи отпор партизанима из седме српске бригаде. Током борби, кула је претрпела оштећења услед дејства пушчане муниције и минобацача, док се на крају опкољени квислинзи нису предали.